# Philippe Bruneau (acteur)
Pour les articles homonymes, voir Philippe Bruneau et Bruneau.
Philippe Bruneau est un acteur, dramaturge et scénariste français né le 12 octobre 1938 à Caen (Calvados) où il est mort le 26 mars 2012.
Il est notamment connu pour sa participation aux émissions de télévision Co-Co Boy et Cocoricocoboy auprès de Stéphane Collaro.

## Biographie

### Famille
Philippe Jacques François Bruneau de La Salle naît le 12 octobre 1938 à Caen (Calvados). La famille Bruneau de La Salle est issue de la bourgeoisie bretonne : un certain Jean Bruneau de La Salle fut procureur au présidial de Nantes et échevin de Nantes de 1692 à 1693. Cette branche s'étendra plus tard notamment en Normandie, à Cherbourg.

### Carrière
Il débute au théâtre en 1959 dans Les Précieuses ridicules sur la scène du théâtre de Chaillot  et dans plusieurs pièces de Marc'O sur celle d'Édouard VII.
Il participe à l'aventure du café-théâtre dans les années 1970. Il fait notamment partie de la troupe de la Veuve Pichard, aux côtés de Martin Lamotte, Roland Giraud ou Gérard Lanvin. Il écrit Elle voit des nains partout, pièce en alexandrins mettant en scène une Blanche-Neige nymphomane, qualifiée de « gaulois et débridé » par la critique. Il la joue avec Claire Nadeau pendant quatre ans à la Cour des miracles, avant qu'elle soit adaptée au cinéma.
Au cinéma, il apparaît dans Le Roi de cœur (1966) de Philippe de Broca, Salut l'artiste (1973) d'Yves Robert, Vous n'aurez pas l'Alsace et la Lorraine (1977) de Coluche, Les Babas-cool (1981) de François Leterrier  ou dans Un Indien dans la ville (1994) d'Hervé Palud.
À la télévision, il sera un fidèle complice de Stéphane Collaro. Après le retrait de Stéphane Collaro, au milieu des années 1990, il ne se voit confier que de rares rôles au cinéma ou à la télévision.

### Mort
Philippe Bruneau meurt au centre hospitalier de Caen le 26 mars 2012 à l'âge de 73 ans des suites d'un cancer,. Le 3 avril, ses obsèques ont lieu à l'église Saint-Ouen de Caen, puis il est crématisé dans cette même ville et ses cendres sont dispersées en Corse.
Le film Mais qui a retué Pamela Rose ? sorti le 5 décembre 2012, et dans lequel il tient son dernier rôle, lui est dédié.

### Vie privée
Philippe Bruneau a été marié avec l'actrice Élisabeth Wiener, puis en concubinage avec l'actrice Claire Nadeau, avec qui il a eu une fille, Zoé. Philippe Bruneau a également eu deux enfants, Gaspard et Cosma, avec sa dernière compagne Anne-Laurence Bizeau.

## Théâtre
- 1959 : Les Précieuses ridicules de Molière, mise en scène Yves Gasc, TNP théâtre de Chaillot
- 1960 : La Bonne Âme du Se-Tchouan de Bertolt Brecht, mise en scène André Steiger, théâtre Récamier
- 1962 : Scènes de Guy Dumur, mise en scène Jean-Pierre Kalfon, théâtre de Lutèce
- 1963 : Le Printemps de Marc'O, mise en scène de l'auteur, théâtre Récamier
- 1963 : Lily Strada de Boris Vian, La Grande Séverine
- 1965 : Les Bargasses de Marc'O, mise en scène de l'auteur, théâtre Édouard-VII, studio des Champs-Élysées
- 1966 : Les Idoles de Marc'O, mise en scène de l'auteur, Bobino
- 1969 : Un chantage au théâtre de Dacia Maraini, mise en scène André Téchiné, théâtre des Mathurins
- 1973 : L'amour, c'est un bouquet de Philippe Bruneau, café-théâtre
- 1973 : Introduction à l'esthétique fondamentale de Coluche, café-théâtre
- 1975 : Elle voit des nains partout de Philippe Bruneau, théâtre du Splendid, théâtre de la Gaîté-Montparnasse
- 1976 : La Revanche de Louis XI de Philippe Bruneau et Martin Lamotte, la Veuve Pichard
- 1977 : Fromage ou Dessert de Philippe Bruneau, mise en scène Luis Rego, Café de la Gare
- 1979 : Les chantiers de la gloire de Philippe Bruneau et Martin Lamotte, mise en scène Luis Rego, théâtrre de l'Atelier
- 1980 : Papy fait de la résistance de Martin Lamotte et Christian Clavier, théâtre du Splendid (en remplacement de Gérard Jugnot)
- 1983 : Le monde est petit, les pygmées aussi de Philippe Bruneau, théâtre du Splendid
- 2000 : Sous les pavés, la plage de Rita Brantalou et Philippe Bruneau, mise en scène par Jean-Luc Moreau, théâtre Daunou

## Filmographie

### Cinéma

#### Longs métrages
- 1966 : Le Roi de cœur de Philippe de Broca : Un académicien
- 1968 : Les Idoles de Marc'O : M. Camel
- 1969 : Le Jouet criminel d'Adolfo Arrieta : le mari de la femme au foyer
- 1973 : Salut l'artiste d'Yves Robert : L'assistant réalisateur à Versailles
- 1977 : Vous n'aurez pas l'Alsace et la Lorraine de Coluche et Marc Monnet : le duc d'Ambise
- 1978 : L'Exercice du pouvoir de Philippe Galland
- 1980 : Le Coup du parapluie de Gérard Oury : Didier
- 1981 : Les Babas-cool de François Leterrier : Jean-Pierre
- 1982 : Elle voit des nains partout ! de Jean-Claude Sussfeld : Albert, le connétable
- 1985 : Le Mariage du siècle de Philippe Galland : Jonathan
- 1988 : La Travestie de Yves Boisset : le premier amant
- 1991 : Les Secrets professionnels du Dr Apfelglück de Thierry Lhermitte, Hervé Palud, Mathias Ledoux, Alessandro Capone et Stéphane Clavier, sketch La Chandelle : Jean-Paul Tarade
- 1994 : Un Indien dans la ville de Hervé Palud : M. Maréchal
- 1998 : Un grand cri d'amour de Josiane Balasko : René
- 1998 : Ça reste entre nous de Martin Lamotte : Antoine Pichot
- 1999 : C'est pas ma faute ! de Jacques Monnet : le directeur de la colonie
- 2012 : Mais qui a re-tué Pamela Rose ? de Kad Merad et Olivier Baroux : un prisonnier

#### Courts-métrages
- 1987 : La Voix du désert de Jean-Michel Roux
- 1996 : La Pisseuse de Frédéric Benzaquen et Suzanne Legrand
- 2000 : Trithérapie d'une escroquerie d'Alexandre Bouillon
- 2005 : Close-up de Claude Farge
- 2006 : Henri-Lundi - 9 h de Renaud Guillemet

### Télévision
- 1981 : Histoire contemporaine, série de Michel Boisrond : M. Lacarelle
- 1988 : Vivement lundi !, série de Didier Albert
- 1989-1990 : Imogène (2 épisodes)
- 1991 : Léon Duras, chroniqueur mondain, série de Didier Albert : Léon Duras
- 1991 : Les Trouble-fête, série de Didier Albert : Bob Loiseau
- 1992 : Maguy (1 épisode)
- 1993 : Clovis de François Leterrier : le charcutier
- 1997 : La Fine Équipe, téléfilm d'Yves Boisset : M. Beauchamps
- 1997 : La Belle Vie, mini-série de Gérard Marx : Bernard
- 1999 : H (1 épisode)
- 2002 : Jean Moulin, téléfilm d'Yves Boisset : Hilaire
- 2008 : Roue de secours, téléfilm de William Crépin : le médecin du bivouac